# Aicha vorm Wald
Aicha vorm Wald è un comune tedesco di 2 461 abitanti, situato nel land della Baviera.